# Gobihadros
Gobihadros mongoliensis
Genre
Espèce
Gobihadros est un genre fossile de dinosaures ornithopodes iguanodontes, un membre basal de la super-famille des Hadrosauroidea. Il n'est représenté que par son espèce type, Gobihadros mongoliensis, décrite en 2019 par le paléontologue mongol Khishigjav Tsogtbaatar (d) et son équipe.

## Présentation
De nombreux fossiles ont été trouvés dans le désert de Gobi en Mongolie dans la formation géologique de Baynshire (parfois orthographiée Bayn Shire ou Bayn Shireh) d'âge Crétacé supérieur (Cénomanien à Santonien), soit il y a environ entre 100,5 et 83,6 millions d'années.
Le spécimen holotype est un squelette presque complet et articulé référencé MPC-D100/746.

## Description

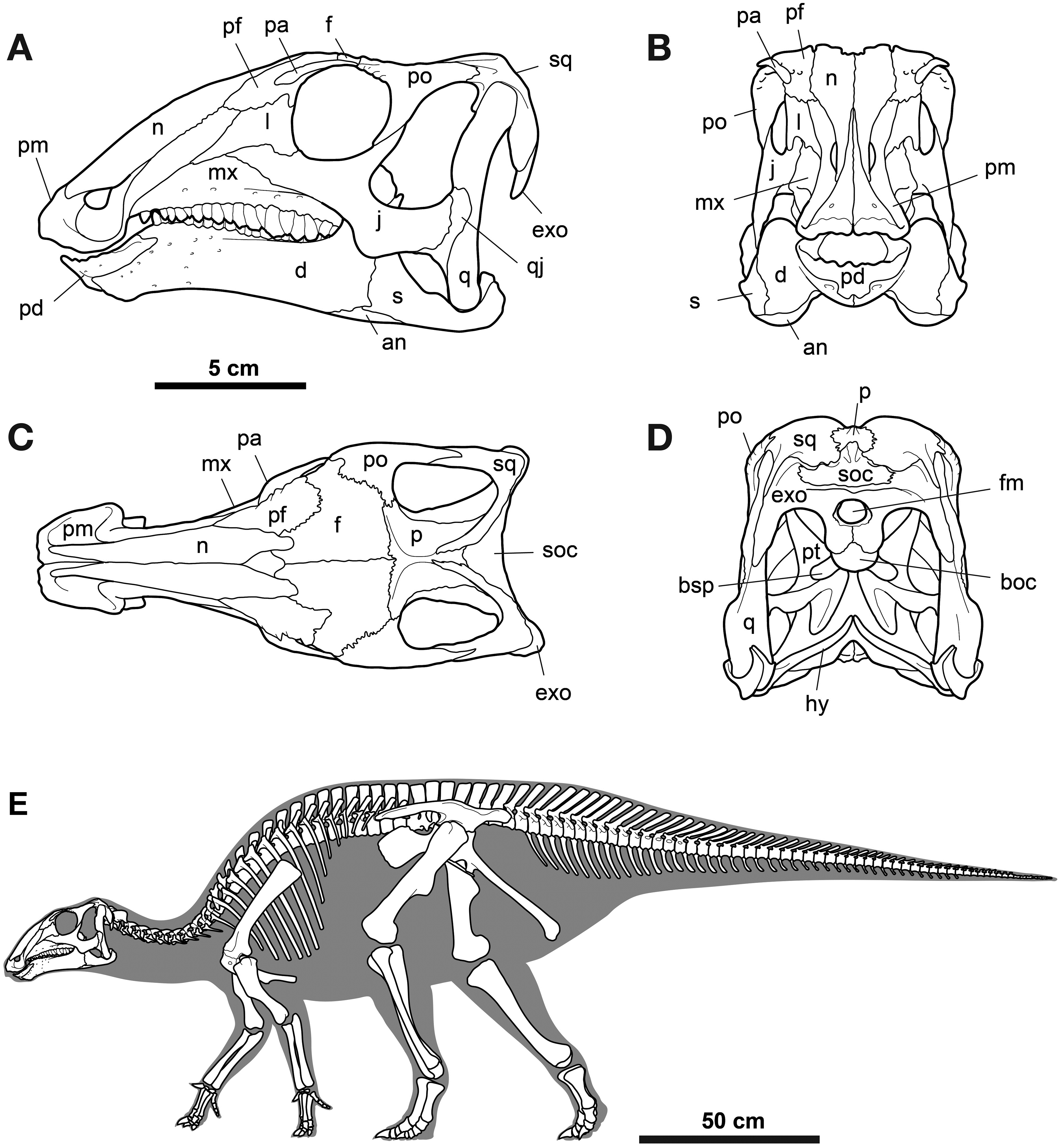
Dessins du crâne et du squelette de Gobihadros mongoliensis.

Gobihadros est un hadrosauroïde relativement petit ne dépassant pas 3 mètres de longueur. Cependant, les os du squelette holotype ont montré qu'ils n'appartenaient pas un individu totalement adulte.
Gobihadros diffère de Bactrosaurus johnsoni, Probactrosaurus gobiensis, Eolambia caroljonesa, Claosaurus agilis et Tethyshadros insularis par le profil supérieur ondulé de son ilium et par une crête supra-acétabulaire plus saillante vers le côté.
Gobihadros se distingue également de T. insularis, Plesiohadros djadokhtaensis et des espèces de la famille des Hadrosauridae, car il possède à son premier doigt une griffe conique en forme de pointe.

## Classification
Le nom valide complet (avec auteur) de ce taxon est Gobihadros Tsogtbaatar (d), Weishampel, Evans & Watabe, 2019.
Gobihadros est classé comme un Hadrosauroidea basal (en amont des Hadrosauridae). Cependant les résultats de l'analyse phylogénétique conduite par ses inventeurs de 2019 n'apparaissent pas déterminants car ils aboutissent à son placement dans une polytomie avec de nombreux autres genres.
Sa découverte et son identification ont été considérées comme une confirmation du modèle d'invasion ultérieure d'hadrosauroïdes d'origine américaine en Asie.

### Étymologie
Le nom générique, Gobihadros, signifie l'hadrosauroïde de Gobi.
Son épithète spécifique, mongoliensis, composée de mongol et du suffixe latin -ensis, « qui vit dans, qui habite », lui a été donnée en référence à la Mongolie.

### Publication originale
- (en) Khishigjav Tsogtbaatar, David B. Weishampel, David C. Evans et Mahito Watabe, « A new hadrosauroid (Dinosauria: Ornithopoda) from the Late Cretaceous Baynshire Formation of the Gobi Desert (Mongolia) », PLoS ONE, vol. 14, no 4,‎ 17 avril 2019, e0208480 (PMID 30995236, DOI 10.1371/journal.pone.0208480, lire en ligne)